# Sự suy giảm băng biển Bắc Cực

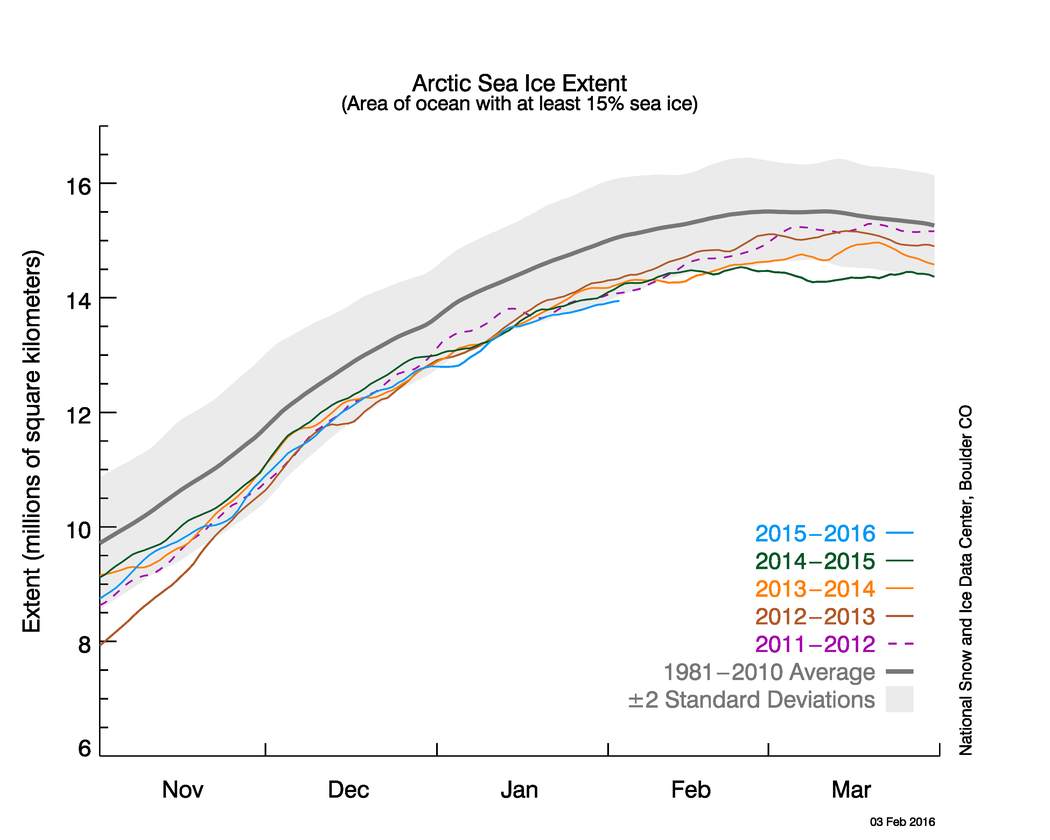
Mức độ băng biển Bắc cực tính đến ngày 3 tháng 2 năm 2016. Mức độ băng biển Bắc Cực tháng Giêng là mức thấp nhất trong hồ sơ vệ tinh. nguồn:NSIDC.

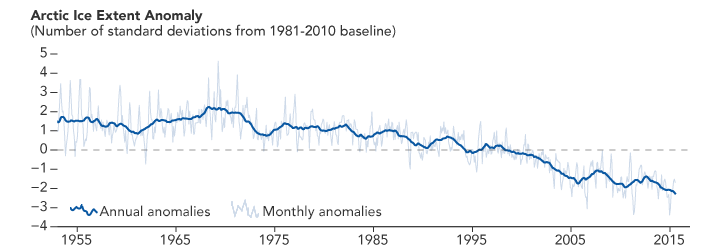
Băng biển Bắc Cực lan ra bất thường.

Sự suy giảm băng biển Bắc Cực là sự mất băng biển được quan sát thấy trong những thập kỷ gần đây ở Bắc Băng Dương. Báo cáo đánh giá thứ tư liên chính phủ về biến đổi khí hậu (IPCC) nêu rõ rằng khí nhà kính buộc phải phần lớn, nhưng không hoàn toàn, chịu trách nhiệm về sự suy giảm trong vùng biển Bắc Cực. Một nghiên cứu từ năm 2011 đã gợi ý rằng sự thay đổi nội tại đã làm tăng lượng khí nhà kính bị ép buộc băng biển giảm trong những thập kỷ qua. Một nghiên cứu từ năm 2007 cho thấy sự suy giảm được "nhanh hơn dự báo" bởi mô phỏng mô hình. Báo cáo đánh giá thứ năm của IPCC kết luận với độ tin cậy cao rằng băng biển tiếp tục giảm trong phạm vi và có bằng chứng rõ ràng về xu hướng giảm trong phạm vi băng biển mùa hè Bắc Cực kể từ năm 1979. Nó đã được xác định rằng khu vực này là ấm nhất trong ít nhất 40.000 năm và mùa tan chảy Bắc Cực đã kéo dài với tốc độ 5 ngày mỗi thập kỷ (từ 1979 đến 2013), bị chi phối bởi một đóng băng mùa thu sau đó. 
Những thay đổi băng biển đã được xác định là một cơ chế để khuếch đại cực.